# Cornelius Vanderbilt
Cornelius Vanderbilt (27. května 1794, Staten Island, New York, New York, USA – 4. ledna 1877, Manhattanu) byl americký průmyslník a filantrop nizozemského původu, jeden z nejslavnějších „loupežných baronů“ pozlaceného věku konce 19. století. 
Začínal v lodní dopravě, proslavila ho ale především stavba železnic, které se věnoval od roku 1863. Jeho obchodní impérium by v dnešní době mělo hodnotu asi 169 miliard dolarů, což ho v historické tabulce nejbohatších lidí Ameriky řadí na druhé místo hned za Johna D. Rockefellera. Financoval také stavbu newyorského nádraží – Grand Central Depot. V roce 1873 přispěl milionem dolarů na výstavbu Central University v Nashvillu. Tento vysokoškolský institut dnes na jeho počest nese jeho jméno – Vanderbilt University.

## Rodina
Cornelius Vanderbildt si vzal Sophii Johnson a měl s ní 13 dětí:
- Phoebe Jane (Vanderbilt) Cross (1814–1878)
- Ethelinda (Vanderbilt) Allen (1817–1889)
- Eliza (Vanderbilt) Osgood (1819–1890)
- William Henry (1821–1885)
- Emily Almira (Vanderbilt) Thorn (1823–1896)
- Sophia Johnson (Vanderbilt) Torrance (1825–1912)
- Maria Louisa (Vanderbilt) Clark Niven (1827–1896)
- Frances Lavinia Vanderbilt (1828–1868)
- Cornelius Jeremiah (1830–1882)
- George Washington (1832–1836)
- Mary Alicia (Vanderbilt) LaBau Berger (1834–1902)
- Catherine Juliette (Vanderbilt) Barker LaFitte (1836–1881)
- George Washington (1839–1864)

V závěti odkázal 95 % ze své pozůstalosti 100 milionů dolarů synu Williamovi Henrymu a jeho čtyřem synům. Ostatním svým dětem odkázal pouze menší částky, i to z nich ovšem udělalo na svou dobu skutečné boháče. Rod Vanderbiltů dodnes disponuje značným jměním a všichni jeho multimilionáři jsou potomky Williama Henryho. Mezi další významné jeho žijící potomky patří Gloria Vanderbiltová a Anderson Cooper, moderátor na CNN.